# Jean-Pierre Vuillemin

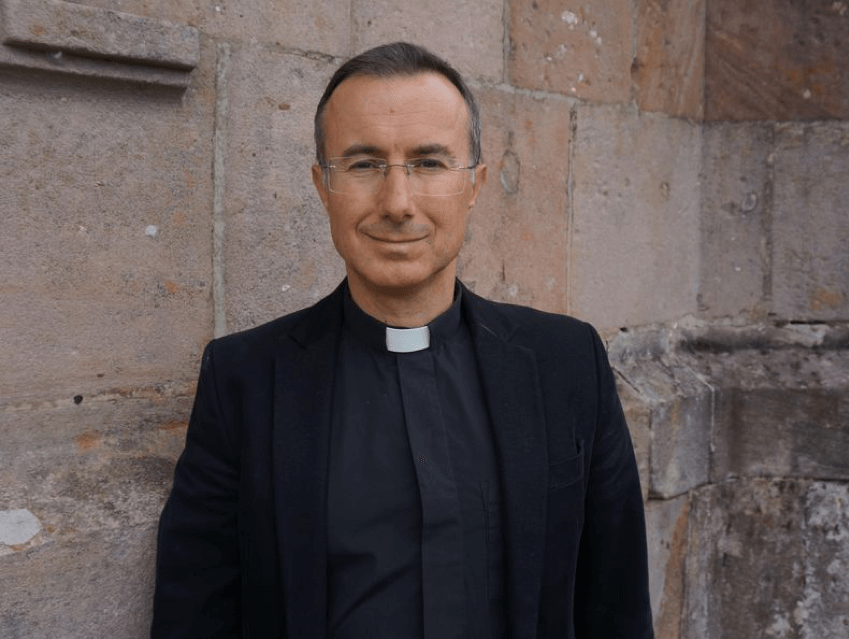
Jean-Pierre Vuillemin (April 2022)

Vuillemins Wappen als Bischof von Le Mans

Jean-Pierre Vuillemin (* 21. Januar 1967 in Rambervillers) ist ein französischer römisch-katholischer Geistlicher und Bischof von Le Mans.

## Leben
Jean-Pierre Vuillemin studierte am interdiözesanen Priesterseminar von Lothringen und empfing am 11. Juni 1994 das Sakrament der Priesterweihe für das Bistum Saint-Dié.
Nach der Priesterweihe war er zunächst Kaplan in Bruyères und Mirecourt. Von 2001 bis 2004 studierte er am Institut Catholique de Paris, wo er 2006 zum Doktor beider Rechte (Dr. iur. utr.) promoviert wurde. Von 2004 bis 2011 war er Offizial des interdiözesanen Kirchengerichts der Bistümer Saint-Dié, Nancy und Verdun sowie des Erzbistums Dijon. Seither war er Offizial des interdiözesanen Tribunals in Besançon. Seit 2004 war er zudem Pfarrer in Dompaire sowie ab 2012 Pfarrer und Dekan in Épinal.
Papst Franziskus ernannte ihn am 8. Januar 2019 zum Titularbischof von Thérouanne und zum Weihbischof in Metz. Die Bischofsweihe spendete ihm der Bischof von Metz, Jean-Christophe Lagleize, am 3. Februar desselben Jahres in der Kathedrale von Metz. Mitkonsekratoren waren der Bischof von Saint-Dié, Didier Berthet, und dessen Amtsvorgänger Jean-Paul Mathieu. Vom 13. August 2021 bis zum 4. September des folgenden Jahres verwaltete er das Bistum Metz während der Sedisvakanz als Apostolischer Administrator.
Am 3. April 2023 ernannte ihn Papst Franziskus zum Bischof von Le Mans. Die Amtseinführung erfolgte am 21. Mai desselben Jahres.